# Remilly-sur-Tille
 Remilly-sur-Tille  là một xã thuộc tỉnh Côte-d'Or trong vùng Bourgogne miền đông nước Pháp.